# Żerdeliszki
Żerdeliszki – część wsi Berżeniki na Litwie, w okręgu uciańskim, w rejonie ignalińskim, w starostwie Dukszty.
Inna nazwa wsi to Żerdele.
Dawnej zaścianek.

## Historia
W dwudziestoleciu międzywojennym zaścianek leżał w Polsce, w województwie nowogródzkim (od 1926 w województwie wileńskim), w powiecie brasławskim (od 1926 w powiecie święciańskim), w gminie Dukszty.
Według Powszechnego Spisu Ludności z 1921 roku zamieszkiwało tu 3 osoby, wszystkie były wyznania rzymskokatolickiego i zadeklarowały polską przynależność narodową. Był tu 1 budynek mieszkalny. W 1931 zamieszkiwało tu 13 osób w 2 budynkach.